# Autoenergia
En la teoria quàntica de camps, l'energia que té una partícula com a resultat dels canvis que provoca en el seu entorn defineix l'autoenergia. {\displaystyle \Sigma }, i representa la contribució a l'energia de la partícula, o massa efectiva, a causa de les interaccions entre la partícula i el seu entorn. En electroestàtica, l'energia necessària per muntar la distribució de càrregues pren la forma d'autoenergia aportant les càrregues constitutives des de l'infinit, on la força elèctrica va a zero. En un context de matèria condensada, l'energia pròpia s'utilitza per descriure la renormalització induïda per la interacció de la massa de quasipartícules (dispersions) i la vida útil. L'autoenergia s'utilitza especialment per descriure les interaccions electró-electró en líquids de Fermi. Un altre exemple d'autoenergia es troba en el context del suavització fonònica a causa de l'acoblament electró-fonó.

## Característiques
Matemàticament, aquesta energia és igual a l'anomenat valor de la capa de massa de l'operador d'energia pròpia (o operador de massa propi) en la representació d'energia-impuls (més precisament, per {\displaystyle \hbar } vegades aquest valor). En aquesta, o en altres representacions (com la representació espai-temps), l'autoenergia es representa pictòricament (i econòmicament) mitjançant diagrames de Feynman, com el que es mostra a continuació. En aquest diagrama particular, les tres línies rectes amb fletxes representen partícules, o propagadors de partícules, i la línia ondulada una interacció partícula-partícula; eliminant (o amputant ) les rectes més a l'esquerra i a la dreta del diagrama que es mostra a continuació (aquestes anomenades línies externes corresponen a valors prescrits per, per exemple, el moment i l'energia, o el de quatre moments), es conserva un contribució a l'operador d'autoenergia (per exemple, la representació de l'energia de moviment). Utilitzant un petit nombre de regles simples, cada diagrama de Feynman es pot expressar fàcilment en la seva forma algebraica corresponent.
En general, el valor de la capa de massa de l'operador d'energia pròpia en la representació d'energia de moment és complex. En aquests casos, és la part real d'aquesta autoenergia la que s'identifica amb l'autoenergia física (anomenada anteriorment "autoenergia" de la partícula); la inversa de la part imaginària és una mesura de la vida útil de la partícula investigada. Per a més claredat, les excitacions elementals o les partícules vestides (vegeu quasi-partícula), en els sistemes interactius són diferents de les partícules estables al buit; les seves funcions d'estat consisteixen en complicades superposicions dels estats propis del sistema de moltes partícules subjacent, que només momentàniament, si no, es comporten com les específiques de les partícules aïllades; el temps de vida esmentat anteriorment és el temps durant el qual una partícula vestida es comporta com si fos una partícula única amb impuls i energia ben definits.
L'operador d'energia pròpia (sovint denotat per {\displaystyle \Sigma _{}^{}}, i amb menys freqüència per {\displaystyle M_{}^{}}) està relacionat amb els propagadors nus i vestits (sovint denotats per {\displaystyle G_{0}^{}} i {\displaystyle G_{}^{}} respectivament) mitjançant l'equació de Dyson (anomenada després de Freeman Dyson):
{\displaystyle G=G_{0}^{}+G_{0}\Sigma G.}
Multiplicant a l'esquerra per la inversa {\displaystyle G_{0}^{-1}} de l'operador {\displaystyle G_{0}} i a la dreta per {\displaystyle G^{-1}} rendiments
{\displaystyle \Sigma =G_{0}^{-1}-G^{-1}.}
El fotó i el gluó no obtenen massa mitjançant la renormalització perquè la simetria de gauge els protegeix d'obtenir una massa. Això és una conseqüència de la identitat de Ward. El bosó W i el bosó Z obtenen les seves masses mitjançant el mecanisme de Higgs ; sí que pateixen una renormalització massiva mitjançant la renormalització de la teoria electrofeble.
Les partícules neutres amb nombres quàntics interns es poden barrejar entre elles mitjançant la producció de parells virtuals. L'exemple principal d'aquest fenomen és la barreja de kaons neutres. Sota els supòsits simplificadors adequats, això es pot descriure sense la teoria quàntica de camps.

## Altres usos
En química, l'autoenergia o energia de Born d'un ió és l'energia associada al camp del mateix ió.
En la física de l'estat sòlid i de la matèria condensada, les autoenergies i una infinitat de propietats de quasipartícules relacionades es calculen mitjançant els mètodes de funció de Green i la funció de Green (teoria de molts cossos) d'interaccionar excitacions de baixa energia sobre la base de càlculs d'estructura de banda electrònica. Les autoenergies també troben una àmplia aplicació en el càlcul del transport de partícules mitjançant sistemes quàntics oberts i la incorporació de subregions en sistemes més grans (per exemple, la superfície d'un cristall semi-infinit).